# 尤納迪拉福克斯 (紐約州)
尤納迪拉福克斯（英語：Unadilla Forks）是位於美國紐約州奧齊戈縣的普查規定居民點。

## 人口
根據2020年美國人口普查的數據，尤納迪拉福克斯的面積為12.92平方千米，皆為陸地。當地共有人口257人，而人口密度為每平方千米19.89人。